# Wansbeck Road (metropolitana del Tyne and Wear)
Wansbeck Road è una stazione della metropolitana del Tyne and Wear, situata sulla linea verde, che serve l'area tra West Gosforth e Fawdon presso Newcastle upon Tyne, nel Nord Est dell'Inghilterra. La stazione è stata inaugurata il 10 maggio 1981.

## Posizione
La stazione si trova sul una banchina della Wansbeck Road, che si trova al confine tra West Gosforth e Fawdon. Nel 1978-1979, durante la costruzione della metropolitana, fu aggiunto un secondo binario alla ferrovia a singolo binario allora esistente. Le banchine si trovano sui lati opposti della strada, e solo la banchina per i treni diretti al centro di Newcastle è accessibile da entrambi i lati.

### Utilizzo storico
La linea era in origine parte della Ferrovia di Ponteland, aperta nel 1905, che correva tra Coxlodge e West Gosforth (oggi Fawdon e  Regent Centre rispettivamente). La stazione è vicina al punto in cui veniva attraversata da un sovrappasso, una volta utilizzato da cavalli trainanti i carri, oggi solo pedonale.

## Utilizzo
La stazione viene utilizzata principalmente dalle persone che vivono nelle vicinanze. La Regent Farm First School si trova su un lato della linea e presso la stazione vi è un centro commerciale che comprende due piccoli supermercati e un negozio ASDA.